# 南カンナヌール
南カンナヌール（英語：South Kannanur）は、南インドのタミル・ナードゥ州、ティルチラーパッリ県の都市。かつてはカンナヌール（Kannanur）と呼ばれた。

## 歴史
1254年以降、ホイサラ朝の政権が二分されたのち、1300年に統一されるまで、ドーラサムドラとこのカンナヌールに分かれていた。
1342年、ホイサラ朝の君主バッラーラ3世がこの地で、マドゥライ・スルターン朝の軍勢との争いに敗れて死亡した。